# 許東慶
許東慶（1960年8月9日—）為臺灣籃球教練、前運動員。許東慶出身彰化縣，來自開南商工，哥哥許東嘉也是籃球運動員，許東慶曾是臺灣銀行預備隊球員，就讀開南商工二年級時成為裕隆男籃新成員，1983年4月加盟熊谷組男籃，1985年合約到期後熊谷組與許東慶續約一年，1986年4月許東慶返回臺灣重返裕隆男籃懷抱，1998年9月確定在打了四年中華職籃之後職籃五年球季卸下球衣轉任球隊助理教練，1999年移民新加坡，在當地中學與大學籃球隊執教，2018年執掌新加坡男籃兵符，2020年合約到期後改由Neo Nam Kheng接掌新加坡男籃兵符。

## 外部連結
- 許東慶在fiba.basketball（英语）